# Luperodes alboplagiatus
Luperodes alboplagiatus is een keversoort uit de familie bladkevers (Chrysomelidae). De wetenschappelijke naam van de soort werd in 1858 gepubliceerd door Victor Ivanovitsch Motschulsky.